# Sorbus reducta
Sorbus reducta är en rosväxtart som beskrevs av Friedrich Ludwig Diels. Sorbus reducta ingår i släktet oxlar, och familjen rosväxter. Utöver nominatformen finns också underarten S. r. pubescens.